# Robert Shimp
Robert Steven Shimp, född 30 april 1976 i Montgomery, Alabama, är en amerikansk ljudtekniker och musikproducent. Han har bland annat producerat för rockbandet The Donnas, och har varit gift med bandets gitarrist Allison Robertson.